# Chiesa di San Severo (Perugia)
La chiesa di San Severo si trova a Perugia, in piazza Raffaello di Porta Sole, sulla parte più alta della città (m. 493).

## Storia
L'edificio attuale risale al 1758, quando venne costruito in adiacenza alla più antica chiesa camaldolese, oggi sotto il convento. Questa chiesa antica, fondata all'epoca di san Romualdo, aveva piccole absidi e una nicchia cuspidata i cui resti sono visibili nell'ex-convento.
Secondo la tradizione la chiesetta primitiva era stata eretta su di un tempio pagano dedicato al dio Sole, da cui deriverebbe il nome del rione.
Tra i secoli XIII e XVI (fino al 1520) la chiesa fu membro manuale del monastero camaldolese di Sansepolcro.
La chiesa venne riedificata una prima volta nel XV secolo ed era a tre campate. Sul secondo altare a sinistra si trovava l'affresco della Trinità e santi di Raffaello e Perugino (1505-1521), che oggi si trova isolato in un vano rettangolare attiguo alla chiesa.

## Descrizione
L'interno, in stile neoclassico, conserva alcune pregevoli opere d'arte: nel braccio destro del transetto Cristo in gloria di Francesco Appiani, sull'altare maggiore la Madonna col Bambino e santi (1632) di Stefano Amadei.